# سيبي (باكستان)
سيبي (بالبلوشية: سِبّي؛ بالسندي: سيوي، بالأردية: سبی) مدينة تقع في إقليم بلوشستان في باكستان. تُعدّ المدينة المقر الإداري للمنطقة والتحصيل اللذين يحملان الاسم نفسه.

## المناخ
| البيانات المناخية لـسيبي          | البيانات المناخية لـسيبي | البيانات المناخية لـسيبي | البيانات المناخية لـسيبي | البيانات المناخية لـسيبي | البيانات المناخية لـسيبي | البيانات المناخية لـسيبي | البيانات المناخية لـسيبي | البيانات المناخية لـسيبي | البيانات المناخية لـسيبي | البيانات المناخية لـسيبي | البيانات المناخية لـسيبي | البيانات المناخية لـسيبي | البيانات المناخية لـسيبي |
| الشهر                             | يناير                    | فبراير                   | مارس                     | أبريل                    | مايو                     | يونيو                    | يوليو                    | أغسطس                    | سبتمبر                   | أكتوبر                   | نوفمبر                   | ديسمبر                   | المعدل السنوي            |
| --------------------------------- | ------------------------ | ------------------------ | ------------------------ | ------------------------ | ------------------------ | ------------------------ | ------------------------ | ------------------------ | ------------------------ | ------------------------ | ------------------------ | ------------------------ | ------------------------ |
| الدرجة القصوى °م (°ف)             | 33.2 (91.8)              | 33.4 (92.1)              | 41.1 (106.0)             | 47.0 (116.6)             | 53.0 (127.4)             | 52.0 (125.6)             | 51.7 (125.1)             | 48.5 (119.3)             | 46.1 (115.0)             | 43.9 (111.0)             | 40.0 (104.0)             | 34.0 (93.2)              | 53.0 (127.4)             |
| متوسط درجة الحرارة الكبرى °م (°ف) | 22.7 (72.9)              | 25.0 (77.0)              | 30.9 (87.6)              | 37.7 (99.9)              | 44.5 (112.1)             | 45.0 (113.0)             | 42.9 (109.2)             | 41.1 (106.0)             | 39.8 (103.6)             | 37.0 (98.6)              | 30.5 (86.9)              | 24.5 (76.1)              | 35.1 (95.2)              |
| المتوسط اليومي °م (°ف)            | 14.1 (57.4)              | 16.7 (62.1)              | 22.7 (72.9)              | 30.1 (86.2)              | 35.6 (96.1)              | 38.6 (101.5)             | 36.3 (97.3)              | 34.9 (94.8)              | 32.8 (91.0)              | 28.0 (82.4)              | 21.4 (70.5)              | 15.8 (60.4)              | 27.2 (81.1)              |
| متوسط درجة الحرارة الصغرى °م (°ف) | 5.9 (42.6)               | 8.8 (47.8)               | 15.0 (59.0)              | 22.1 (71.8)              | 27.7 (81.9)              | 30.8 (87.4)              | 29.9 (85.8)              | 29.1 (84.4)              | 26.2 (79.2)              | 19.3 (66.7)              | 12.4 (54.3)              | 7.0 (44.6)               | 19.5 (67.1)              |
| أدنى درجة حرارة °م (°ف)           | 0.0 (32.0)               | 1.0 (33.8)               | 3.8 (38.8)               | 12.2 (54.0)              | 18.0 (64.4)              | 23.0 (73.4)              | 20.6 (69.1)              | 19.7 (67.5)              | 15.6 (60.1)              | 10.0 (50.0)              | 4.0 (39.2)               | −2.3 (27.9)              | −2.3 (27.9)              |
| الهطول مم (إنش)                   | 6.9 (0.27)               | 19.9 (0.78)              | 44.7 (1.76)              | 31.9 (1.26)              | 19.4 (0.76)              | 31.0 (1.22)              | 85.6 (3.37)              | 60.3 (2.37)              | 27.7 (1.09)              | 6.1 (0.24)               | 11.5 (0.45)              | 3.3 (0.13)               | 348.3 (13.7)             |
| المصدر: NOAA (1971–1990)          |                          |                          |                          |                          |                          |                          |                          |                          |                          |                          |                          |                          |                          |